# Iulus fulviceps
Iulus fulviceps är en mångfotingart som beskrevs av Robert Latzel. Iulus fulviceps ingår i släktet Iulus och familjen kejsardubbelfotingar. Inga underarter finns listade i Catalogue of Life.